# Salles-Lavalette
Salles-Lavalette är en kommun i departementet Charente i regionen Nouvelle-Aquitaine i västra Frankrike. Kommunen ligger  i kantonen Montmoreau-Saint-Cybard som ligger i arrondissementet Angoulême. År 2022 hade Salles-Lavalette 311 invånare.

## Befolkningsutveckling
Antalet invånare i kommunen Salles-Lavalette
Referens:INSEE